# المعلم بلبل (فلم)
المعلم بلبل، فيلم كوميدي غنائي، استعراضي، مصري لعام 1951، من إخراج حسن رمزي الذي شارك في كتابة السيناريو والحوار مع كاتب القصة السيد زيادة. الفيلم من بطولة هاجر حمدي، وكمال الشناوي، وسعاد مكاوي، ومحمود شكوكو، وإسماعيل يس، ويدور الفيلم حول المخرج وحيد الذي يقوم بعمل فيلم من بطولة راقصة، ويرى في هذا المشروع إنقاذًا له ماديًّا، إلا أن الراقصة تتزوَّج، ويقف وحيد حائِرًا كيف يُكْمِل المشروع.
صدر الفيلم إلى دور العرض المصرية في 12 أبريل 1951.
منح موقع قاعدة بيانات الأفلام على الإنترنت (IMDB) الفيلم درجة 3.9/ 10.
منح موقع قاعدة بيانات الأفلام العربية «السينما.كوم» الفيلم درجة 5.3/ 10.

## طاقم التمثيل
- هاجر حمدي: في دور (المعلم بلبل/ سهير الراقصة).
- كمال الشناوي: في دور وحيد (المخرج).
- محمود شكوكو: في دور دنيا (عامل الأسفلت، والمغني).
- إسماعيل ياسين: في دور جميل الثري بك أبو الدهب.
- سعاد مكاوي: في دور لهلوبة (شقيقة المعلم بلبل).
- رياض القصبجي: في دور المعلم زلط (صاحب مقهى الياسمين).
- محمد الديب: في دور مدحت (عشيق سهير، وابن شقيق سليمان بك).
- لطفي الحكيم: في دور الثرى سليمان بك الكلوب.
- محمد حسنين: في دور حميدو (من رجال المعلم زلط).
- سيد سليمان: في دور بواب العمارة الكبيرة.
- بالاشتراك مع: جمالات زايد - محمد كامل – خيرية أحمد – سميرة أحمد – عبد المنعم إسماعيل – محمد صبيح – إبراهيم فوزي – طوسون معتمد – عباس حلمي – ميمي عزيز – أحمد بالي – محمد الملواني – زيزي كامل – عجمي عبد الرحمن – هريدي عمران – علية فوزي – مطاوع عويس.[10][11]

## أبطال الفيلم والمخرج
نشرت صحيفة الدستور في 21 فبراير 2021: "كاد العمل أن ينتهي في فيلم "المعلم بلبل" الذي أنتجه كمال الشناوي، وزوجته هاجر حمدي وقاما ببطولته معاً حتى عاد الخلاف ينشب بينهما بسبب غيرة هاجر حمدي عليه، وذلك بحسب تقرير نشرته مجلة الكواكب.
كان كمال الشناوي قد التقى بهاجر حمدي في فيلم «حمامة السلام» عام 1947، وهو عامه الأول في التمثيل للسينما، كانت وقتها هاجر حمدي راقصة مشهورة لديها سيارة فاخرة، وسائق. قامت هاجر بدعوة كمال لمنزلها، فوجد مكتبة كبيرة، وعرف أنها تقرأ للكتاب الكبار، وأطلق عليها لقب الراقصة المثقفة. قام الثنائي بالتمثيل في فيلم «بنت العمدة» عام 1949، وحدث الزواج.
تابع تقرير مجلة الكواكب، أن هاجر حمدي نجحت في أن توقع بين كمال الشناوي وصديقه المخرج حسن رمزي، وكانت هذه الحادثة هي السبب في تفاقم الأمور بينها وبين كمال، وبكت هاجر وقالت إن كل ما فعلته وأزعجت به الزملاء كان من أجل الاحتفاظ بزوجها كمال الشناوي ولكن حدث العكس، فهذه الصغائر كانت تباعد بين الزوجين يوما بعد يوم. الحدث الأكبر كان يوم أن فكرت هاجر حمدي في يوم أن ترقص في حفلة خيرية وقبضت عربوناً دون علم زوجها كمال الشناوي، والذي كان يرفض عودة زوجته للرقص، وبهذا خالفت الاتفاق بينهما وصمم كمال الشناوي على الطلاق وخرجت هاجر حمدي من حياته بعد أن عاش معها عام ونصف العام".

## إنتاج الفيلم
ترددت شائعات في الوسط الفني أن صناع فيلم «المعلم بلبل» لم يستقروا بعد علي اختيار بطل العمل، وأن الأمر ينحصر بين الفنان كمال الشناوي، والفنانة هاجر حمدي، ورجحت الشائعات أن حمدي، هي التي ستقوم بشخصية المعلم بلبل، فيما قال آخرون إن الفنان كمال الشناوي، هو الذي يقوم بهذا الدور مع أن جميع الاحتمالات تشير إلي الفنانة هاجر حمدي، ولا يزال الأمر سراً حتى يعرض الفيلم ويكون مفاجأة للجمهور، والفيلم يعتبر أول إنتاج شركة «فينوس» فيلم.

## أحداث الفيلم
يعمل دنيا (محمود شكوكو) سائق وابور زلط نهاراً، ومغني ليلاً، يقود وابورالزلط إلى صديقه وحيد (كمال الشناوى)، المخرج والممثل المغمور، ليستدين منه المال،
ويكتشف أن وحيد في ورطة مع صاحبة البنسيون مدام فلورا (ميمى عزيز) لعدم سداد الإيجار. يصطحب دنيا صديقه وحيد إلى الأستاذ جميل أبو الدهب (إسماعيل يس) ليمول له فيلماً من بطولة الراقصة سهير (هاجر حمدى) حبيبة جميل. يمنحهم جميل مبلغ 300 جنيه ريثما تعود سهير من جولة فنية بالصعيد. يستدين وحيد ويحرر شيكات بدون رصيد، في انتظار عودة سهير، ولكن سهير تلتقي بمدحت (محمد الديب) الذي يقنعها بالإيقاع بعمه الثرى سليمان بك الكلوب (لطفى الحكيم)، وتتزوجه وتعتزل الرقص. تنهار أحلام وحيد ودنيا ويسارعوا إلى حارة الشهامة حيث قهوة الياسمين لصاحبها المعلم زلط (رياض القصبجى) ويكتشفوا انه في صراع مع المعلم بلبل (هاجر حمدى) صاحب قهوة الريحان. كانت بلبل قد ورثت القهوة هي وشقيقتها لهلوبة (سعاد مكاوى) عن والدهم، وتضطر لارتداء ملابس الرجال، لتكون المعلم بلبل مثل جدها وأبيها. يكتشف وحيد ودنيا ان بلبل تشبه تماماً الراقصة سهير، ويقومون باقناعها هي وشقيقتها لهلوبة بالعمل بالسينما، ويفهموهم ان الممول ضعيف عقلياً، كما يفهموا جميل أن سهير قد حصلت على الطلاق واصابتها لوثة عقلية وعليه ان يعاملها برفق، ويقنعوه بتوقيع عقد معها. يشترط جميل ان يكون هو البطل في الفيلم، ويمنحه وحيد دور العبيط، ويتم إخراج الفيلم.
يقع وحيد في حب بلبل، ويقع دنيا في حب لهلوبه، ويقيم بلبل في منزل سهير بعد أن أفهموها أنها قد ماتت. يستاء المعلم زلط من خروج بلبل وأختها لهلوبة كل يوم في الصباح والعودة في ساعة متأخرة من المساء، فيرسل ورائهم صبي القهوة، حميدو (محسن حسنين)، لمعرفة كل شئ عنهم، وفى نفس الوقت تعود سهير من الصعيد ومعها مدحت، ثم يلحق بهم زوجها سليمان بك. يعتقد حميدو أن سهير هي بلبل، ويشاهدها مع عشيقها. يبلغ حميدو المعلم زلط بسوء سلوك بلبل، فيرسل رجاله لخطفها، وعندما يتأخر وصولهم يرسل رجال آخرين. يحضر الرجال سهير وبلبل، ويحضر وحيد عمال الاستوديو، وتحدث معركة كبيرة ويكتشف الجميع التشابه الكبير بين سهير وبلبل، ويتأكدوا من حسن سلوك المعلم بلبل التي تزوج من وحيد وتترك المقهى للمعلم زلط، ويتزوج دنيا من لهلوبه.

## أغاني الفيلم
- موال أنا المغني: غناء محمود شكوكو، كلمات فتحي قورة
- إسكتش المغاربة: غناء كمال الشناوي، وسعاد مكاوي، ومحمود شكوكو، كلمات فتحي قورة، ألحان حسن أبو زيد.[20][21]
- إسكتش الهوايين: غناء سعاد مكاوي، ومحمود شكوكو، كلمات فتحي قورة، ألحان عبد العزيز محمود
- يا معلم بلبل يا معلم: غناء سعاد مكاوي، وهاجر حمدي، ألحان، محمد البكار، كلمات فتحي قورة[22]
- إسكتش العروسه (يا معلم بلبل - وسع لى يا واد - يا عروسه): كلمات فتحي قورة، ألحان محمد البكار.[23]
- سهيري: غناء إسماعيل يس، كلمات فتحي قورة، ألحان عبد العزيز محمود.[24]
- إسكتش ألف ليلة: كلمات فتحي قورة، ألحان عبد العزيز محمود.[20][25]
- إسكتش أهل الهوى: كلمات فتحي قورة، ألحان عزت الجاهلي.[20][26][27]

## روابط خارجية
- المعلم بلبل على موقع IMDb (الإنجليزية)
- المعلم بلبل على موقع الدهليز
- المعلم بلبل على موقع قاعدة بيانات الأفلام العربية